# Khalil Sultan
Khalil Sultan ibn Miran Shah ibn Timur (Herat, 14 de juliol de 1384 - Rayy, 2 o 3 de novembre de 1411) fou un príncep timúrida net de Tamerlà i fill de Miran Shah i de la princesa genguiskànida (per via materna) Sevin Beg Khanzada, coneguda com a Khan Zade, que va estar casada en primeres noces amb Jahangir fill de Tamerlà i fou la mare de Muhammad Sultan ibn Jahangir, el primer successor designat per Tamerlà que va morir el 1403. Fou criat a la cort per l'esposa de Tamerlà, Sarai Mulk Khanum, i Khan Zade també va viure a la cort des de 1397.

## Infantesa
Ja se l'esmenta com a Khalil Mirza el 1384 quan Khan Zade es va reunir amb l'exèrcit dirigit per Tmerrlà al riu Murghab, portant al petit príncep Khalil que tindria nomes uns dies o setmanes. Tamerlà la va enviar junt amb altres dames cap a Samarcanda (quedant-se nomes amb Tuman Agha). Tamerlà va tornar a veure al jove príncep al Gheutxe Tenguiz (Mar Blava, o sigui la mar Càspia) on els va anar a trobar la reina Sarai Mulk Khanum amb els joves Xah Rukh (timúrida) i Khalil Mirza, fill i net de Timur, i altres dames de la cort, que foren tots rebuts a Marand. Després d'un temps a Marand la reina i les altres dames de la cort van retornar a Samarcanda. Per tercera vegada va veure a Tamerlà quan fou cridat al Gurgan el 1392.

## Campanya de l'Índia
Va participar en la campanya de l'Índia de 1398-1399 (a Delhi va tenir el co-comandament de l'ala esquerra tot i que encara no tenia 15 anys, juntament amb Sultan Husayn Mirza). A la batalla de Delhi (1398) Khalil Mirza, de vora quinze anys, es va distingir capturant un elefant, junt amb els seus guàrdies, i portant-lo com a regal al seu avi. Timur va quedar tan impressionat per la valentia del jove que li va atorgar el títol de sultà (abans es deia Khalil Mirza i va passar a ser conegut com a Khalil Sultan).

## Campanya dels Set Anys
Després va prendre part en l'anomenada campanya dels set anys (1399-1404). El hivern del 1399 al 1400, Khalil fou pare del seu primer fill Berkul. El 1401 va combatre a grups turcmans a la zona de l'Eufrates. L'estiu del mateix any va ser enviat a fer incursions a l'Iraq Arabí i amb altres amirs va devastar Hilla i Wasit i va passar per Nayaf però en aquesta darrera no hi van fer saquejos sinó que van fer pregaries ja que era el lloc on havia mort Husayn el net de Mahoma. Després de sortir de l'Iraq, el jalayírida Ahmad ibn Uways hi va tornar. Tamerlà va haver d'enviar altre cop tropes a l'Iraq (1401-1402). Sultan Husayn i Khalil Sultan foren enviats a diversos llocs de Caldea (a grans trets l'Iraq al sud de Bagdad); van passar per Chepchemal i van saquejar Mendeli d'on havia fugit el governador Mir Ali Kalender que es va dirigir cap al Tigris amb algunes forces i va passar a l'altre costat on es va fer fort. Khalil Sultan va enviar alguns valents que van passar el riu i van atacar a Mir Ali Kalender pel darrere; quan el príncep va iniciar l'atac pal davant creuant el riu nadant, els que havien creuat abans van iniciar l'atac pel darrere; els soldats capturats foren fets presoners de guerra excepte Ali Kalender que fou cremat viu. El 1402 va participar en la conquesta de Kemakh i a la batalla d'Ankara (28 de juliol de 1402. Després de la batalla, Khalil Sultan, acompanyat de l'emir Mubashir i Dewlet Timur Tawwaji foren enviats a Samarcanda per cobrir les fronteres de l'imperi pel costat de Turkestan (nord-est).

## Governador d'Arran
A finals del 1403 o principis del 1404 Tamerlà li va donar els governs de Baylakan, Bardaa, Ganja (Arran), Armènia i Geòrgia fins a Trebisonda, que abans depenien del govern de Tabriz (Azerbaidjan); els territoris de l'antiga corona d'Hulagu havien passat en part a Abu Bakr (el fill gran de Miran Shah que va rebre l'Iraq Arabí amb Bagdad i les seves dependències) i en part a Muhammad Umar (segon fill de Miran Shah), que va rebre l'Azerbaidjan i Tabriz, l'Iraq Ajamita amb Sultaniya, el Mazanderan i el Shirwan i dependències). La ciutat de Baylakan tindria com a governador a Bahram Shah, fill de Jalal al-Islam. Khalil no obstant seguia a Samarcanda i el 27 d'abril de 1404 un missatger va informar a Timur de que al centre dels seus estats tot estava en calma i l'administració funcionava sense problemes.

## Preparatius per anar a la Xina
El 16 de setembre de 1404 va començar un kurultai a Samarcanda, a la plana de Kani Gil. Khalil Sultan va arribar poc després de començar procedent del Turkestan (de Taixkent). En preparació de la campanya de Tamerlà a la Xina el 1404, se li va concedir el comandament de l'ala dreta; Khalil Sultan fou el primer a avançar i va arribar a Taixkent on va passar l'hivern entre Taixkent i Shahrukhia.

## Xadi Mulk
Khalil Sultan, comandant de l'ala dreta, va horroritzar a la família imperial en casar-se amb Xadi Mulk, una concubina que pertanyia a l'harem del desaparegut amir Hajji Saif al-Din Nukuz. Sultan Husayn havia deixat abans embarassada a la seva dona Jehan Sultan (filla del príncep Ali, al seu torn fill de la germana de Timur) la qual va denunciar a Timur la relació. Timur, furiós, havia ordenat la compareixença de la dona, però Khalil Sultan s'havia resistit al comandament del seu avi i l'havia amagat al·legant que no compareixia perquè no la trobava. Quan finalment la van trobar, va ser condemnada a mort. Si no hagués estat per la intervenció d'un un altre net, Pir Muhammad ibn Jahangir, la concubina esdevinguda princesa hauria estat executada ràpidament. Quan Timur va arribar a Aqsulat, va descobrir que Khalil Sultan l'havia desafiat al negar-se a entregar-la. Furiós va ordenar per segona vegada l'execució. Però ara l'emperadriu Sarai Mulk Khanum va intercedir en nom de la dona, emocionada per la pena del príncep que ella havia ajudat a criar. Els dos vells amirs, Shaikh Nur al-Din i Màlik Xah, van ser persuadits per informar a Timur que Xadi Mulk estava embarassada d'un fill de Khalil Sultan. Això va funcionar. L'execució es va cancel·lar. Xadi Mulk es va confiar a l'atenció d'una altra de les reines de Timur, Bayan Agha, durant la seva gestació i després d'haver donat a llum Xadi Mulk seria entregada a un dels esclaus negres eunucs, el principal deure del qual seria assegurar-se que Khalil Sultan no li tornés a posar els ulls al damunt. Amb la qüestió resolta, la marxa a l'est es va reprendre.

## Mort de Tamerlà
A Taixkent va saber la mort de Tamerlà produïda el 18 de febrer de 1405 a Otrar. Abans de morir Tamerlà va designar hereu a Pir Muhammad ibn Jahangir, germà de Muhammad Sultan, l'anterior hereu, i igualment net del conqueridor. La mort de Timur fou amagada inicialment per si es continuava la campanya de la Xina. Les dames de la cort van rebre prohibició de mostrar cap senyal de dol en públic i canviar d'hàbits; es va comunicar als prínceps i amirs acampats a la rodalia de Taixkent i als acampats a Yasi i Sabran (Àsia central). Al príncep Khalil Sultan se’l va informar per anar a la cort amb poca gent i es van enviar correus a Gazni on estava l'hereu Pir Muhammad, al que se li indicava que havia d'anar ràpid a Samarcanda. També es va informar als demes prínceps i als governadors provincials
El 28 de febrer de 1405 el taüt de Timur va travessar el riu Yaxartes en direcció a Samarcanda. L'endemà es va fer una reunió de tots els amirs i notables i es va decidir que l'exèrcit restaria sota el comandament del príncep Ibrahim Sultan, que Timur havia escollit per acompanyar-lo al seu costat en l'expedició, i aniria a reunir-se amb les forces estacionades a Taixkent manades pel príncep Khalil Sultan ja que aquest príncep, que aleshores tenia 21 anys, era el més gran dels prínceps de l'expedició i al qual Ibrahim Sultan entregaria el comandament de les forces militars; un consell de grans emirs administraria l'estat en les decisions corrents i anirien a la Xina per realitzar la campanya prevista. Després d'això la comitiva amb el taüt va seguir cap a Samarcanda dirigida per Khoja Yusef i Ali Kutxin; van arribar a Samarcanda ja de nit del dia 4 de març de 1405. Al matí a les 10 Ibrahim Sultan i els emirs van decidir sortir cap a la Xina. Van creuar el Sihun i van acampar a uns 5 km a la vora del riu Arje, a l'est d'Otrar, prop del pont de Kaldurma. Ibrahim Sultan va establir una tenda imperial que va ocupar i va hissar l'estendard imperial, com una mena de substitut de l'emperador; es van enviar missatgers a Khalil Sultan al campament de Taixkent i a Sultan Husayn, cap de l'ala esquerra de l'exèrcit, que era a Sabran, demanant la seva incorporació a l'exèrcit; totes les ales s'havien de trobar a Juklek, uns quilòmetres a l'est d'Otrar.

## Activitat de Sultan Husayn
Sultan Husayn, cap de l'ala esquerra, no va fer cas a la petició; va llicenciar a l'exèrcit i amb mil homes va crear el Sihun a Khujend i es va dirigir a Samarcanda via Kazak. Els correus que l'havien anat a cridar, van aportar la noticia dels seus actes, que van deixar molt sorpresos als emirs, singularment a Nur al-Din i Malik Xah
Els amirs van demanar al governador de Samarcanda, Shah Arghun, de no deixar-lo entrar a la ciutat; el mateix avis es va enviar a les emperadrius; igualment es va alerta a Khalil Sultan a Taixkent i li demanaven anar amb les tropes cap al camp d'herbes d'Akar on podrien acampar perfectament. Ibrahim Sultan amb els amirs Nur al-Din i Shah Malik van sortir de la zona d'Otrar on eren, en direcció a Samarcanda (l'amir Berdi Beg es va quedar al comandament a Otrar). Però a Taixkent l'acció de Sultan Husayn va desfermar el pànic i el príncep Muhammad Umar i els amirs Kodadad Husayni, Yadghiar Shah Arlat, Shams al-Din Abbas i Berendak (entre d'altres) van decidir avançar-se a Sultan Husayn i proclamar emperador a Khalil Sultan a la pròpia Taixkent, sense consultar ni a altres amirs i princeps ni a les emperadrius. Sultan Husayn, fill d'una filla de Timur (de nom Agha Begi), va intentar agafar el poder a Samarcanda abans de l'arribada de Khalil, atraient a l'exèrcit; però lògicament no va poder entrar a Samarcanda i el seu intent va fracassar. Va fugir al Khurasan (província mongola) amb el seu oncle Xah Rukh (timúrida), que el va fer executar.

## Rebuig a Khalil Sultan
L'amir Berendak (fill de Jahan Xah) va anar a veure als altres prínceps i emperadrius que estaven acampats a Aksulat, on també estaven els amirs Nur al-Din i Shah Malik. Aquests dos amirs van rebutjar la pretensió de reconèixer a Khalil Sultan en contra del que Timur havia ordenat a les seves darreres voluntats. Inicialment Berendak va acceptar el punt de vista dels dos amirs i fou enviat a Taixkent per convèncer a la resta. L'endemà al matí l'exèrcit acampat a Aksulat, amb les emperadrius, mirzes i amirs lleials, va continuar cap a Samarcanda amb el príncep Ulug Beg i l'amir Shah Malik agafant el comandament de la dreta i el príncep Ibrahim Sultan i l'amir Nur al-Din el de l'esquerra; els dos prínceps només tenien 11 anys i Ulugh Beg era una mica mes gran per 4 mesos i 20 dies. L'exèrcit va arribar a Karajak i d'allí va passar a Samarcanda on Argun Shah, que havia pres partit per Khalil Sultan, els va tancar les portes. L'exèrcit es va haver de retirar cap a Kuhek i d'allí a Aliabad a Sogdiana, on es va celebrar una assemblea de prínceps, amirs i emperadrius. Es va decidir que anirien a Bukharà però abans que l'amir Nur al-Din tornaria a Samarcanda per intentar convèncer als rebels. El 12 de març de 1405 Nur al-Din va marxar cap a Samarcanda però no va aconseguir res i va tornar al campament d'Aliabad

## Els amirs agafen el control
Berendak mentre va tornar a Taixkent, va convèncer als amirs de reconèixer la voluntat de Timur que designava hereu a Pir Muhammad i es va signar un document oficial que va signar fins i tot Khalil Sultan, que fou enviat a Pir Muhammad. Però Khalil tenia el suport d'alguns amirs, que li van aconsellar dirigir-se a Samarcanda, agafar el control de la ciutat, i proclamar-se gran emir, just mentre s'enviava el missatge de reconeixement de Pir Muhamnmad (el hereu designat) que tot i tenir el suport de la majoria d'amirs, estava absent. Berendak, Rustem Taji Bugha i altres amirs es van dirigir a Samarcanda amb pocs soldats, amb la idea de fer reconèixer la voluntat de Timur. Van travessar el riu Sihun amb un pont que després van destruir i van acampar a Atxik Ferkint. Khalil Sultan i els seus, no obstant, van reconstruir el pont i el va creuar amb l'exèrcit. Berendak i els seus van arribar a Duabe. Allí van trobar a l'amir Jalal Baurji que anava a unir-se al partit de Khalil i els va informar de que Argun Shah havia tancat les portes de Samarcanda. Berendak i els amirs van tornar a passar al partit de Khalil violant els seus juraments. El acord signat pel qual reconeixien a Pir Muhammad fou declarat anul·lat i es va jurar fidelitat altre cop a Khalil. L'amir Rustem Tagi Bugha no obstant, no va seguir el mateix camí i se’n va anar a trobar amb els prínceps, les emperadrius i els amirs que eren a Aliabad. Es va decidir que les emperadrius anirien a Samarcanda i els prínceps i amirs es retirarien a Bukharà i enviarien copia del testament a Pir Muhammad. Els amirs que van quedar al camp lleialista foren Atilmish, Tevekul Karkara, Hasan Jagadul, Aflan Khoja Terkan, Shams al-Din Almaleghi, Ustui, Musa Rekmal, Berteri, Vefadar (entre d'altres).

## Divisió entre partidaris de Khalil Sultan i legitimistes
El 14 de març de 1405 els prínceps Ulugh Beg i Ibrahim Sultan es van dirigir a Bukharà (on governava Hamza Barles) amb els amirs Nur al-Din i Shah Malik. Les emperadrius van restar de moment a Aliabad. Les emperadrius amb els petits prínceps com Baykara, Adigel, Sad Vaccas, Syorgathmish i altres es van dirigir a Samarcanda on no se’ls va obrir la porta i van haver de pernoctar als jardins de Shah Rukh, fora de la ciutat. Al dia següent van poder entrar i es van allotjar al Kanikha de Muhammad Sultan, on estava el taüt de Timur; estaven també present el príncep Muhammad Jahangir, les princeses Khan Zade i Rukya o Rokia Khanika i diversos grans del regne. Els prínceps i amirs que havien anat cap a Bukharà van arribar el 15 de març de 1405 a la fortalesa de Debbus.

## Proclamació i coronació de Khalil Sultan
Un parell de dies després Khalil Sultan, amb els amirs que li donaven suport i el seu exèrcit va arribar a Samarcanda on fou rebut com a emperador. Arghun Shah el va sortir a rebre i li va fer entrega de les claus de la ciutat, del castell i de les cadenes del tresor. Els prínceps i amirs que anaven a Bukharà van arribar a aquesta ciutat i van conèixer el que passava a Samarcanda a través de Rustem Barles (el germà del governador de Bukhará), que va anar de Samarcanda a Bukharà amb la notícia. Allí els prínceps i amirs van visitar la tomba del profeta Job i es van allotjar al castell.
El 17 de març de 1405 Khalil Sultan fou coronat a Samarcanda. La seva primera decisió fou nomenar kan al jove príncep Muhammad Jahangir (de 9 anys), fill de Muhammad Sultan, fill de Jahangir (el fill gran de Timur), nebot de l'hereu Pir Muhammad. El 19 de març va anar a la tomba de Timur a retre-li honors. Des del primer moment va mostrar una prodigalitat excessiva, repartint les riqueses acumulades entre els amirs i notables. Xadi Mulk, la nova reina, va pujar meteòricament, però la lleialtat de l'exèrcit s'havia de comprar amb les reserves dels espolis del temps de Timur. Sota la influencia de Xadi Mulk, els amirs van caure del favor reial un per un, fins que Khalil Sultan va confiar exclusivament en la seva bella esposa per obtenir consells sobre assumptes d'estat. Khalil fou reconegut per Xah Rukh (timúrida) de Khurasan a canvi de la devolució de les seves propietats i les dels seus emirs a Samarcanda. Posteriorment però Shah Rukh vadonar suport a Pir Muhammad. Khalil Sultan va alliberar els ambaixadors xinesos retinguts, sobrevivents de les dues ambaixades que havien estat detinguts per Timur feia una dècada (que arribaran a Nanking el 1407)

## El regnat
Khalil Sultan va enviar un ambaixador amb una carta per Xah-Rukh en la qual el reconeixia com a pare i es posava al seu servei de manera que deixava entendre que podia quedar-se amb Khurasan (província mongola), Sistan i Mazanderan però que la seva autoritat sobre l'imperi seria la d'un pare sobre un fill. Xah Rukh no obstant va acceptar. Alguns dels emirs de Tamerlà van rebutjar la usurpació però les tropes de Transoxiana i van deixar el seu servei. El seu cosí Sultan Husayn Mirza era prop d'Andkhud quan sobtadament va fer el camí al revés i es va dirigir a Kix on fou ben acollit per Khalil Sultan que ho va veure com un reforçament de la seva autoritat (maig). Li va confiar el comandament d'unes tropes amb les que Sultan Husayn va intentar un cop de ma que va fracassar (juny).
Al hivern del 1405 al 1406 Ulugh Beg i l'amir Xah Malik eren a Xibarghan i Andkhud i van construir un pont al Jihun. Correus de Khalil Sultan van fer servir el pont i es va produir un petit enfrontament que va acabar amb la signatura d'un acord de pau
Xah Malik fou aleshores enviat a Balkh i va participar en les converses entre Pir Muhammad i Khalil (aquest va manifestar que el mateix Déu que havia donat el tron a Tamerlà li havia donat ara a ell) i la guerra fou inevitable. Pir Muhammad va enviar tropes a l'altre costat del riu i Khalil va marxar cap allí i es van enfrontar (2 de març de 1406) a un lloc anomenat Nasaf; el centre de Pir Muhammad fou derrotat i els Arlat van fugir provocant la desbandada de la dreta i l'esquerra. La princesa Khanika va caure presonera. Khalil va tractar als presoners amb generositat. Xah Malik va marxar a Badghis amb Xah Rukh on també va anar Ulugh Beg.
Xah Rukh i Khalil Sultan es retreien mútuament que no observaven els acords. Van acordar una reunió per la qual Khalil va designar com els seus representants als amirs Allahdad i Arghun Xah; i Xah Rukh a l'amir Midrab Bahadur i al cadi Kutb al-Din Allah Imami. Khalil Sultan no havia complert els seus compromisos; Xah Rukh va cridar finalment a l'amir Midrab Bahadur
Xadi Mulk fou acusada d'actes escandalosos com casar a les vídues de Tamerlà i de Muhàmmad Sultan ibn Jahangir amb diversos emirs, alguns d'origen molt baix; Khalil pel seu costat fou considerat extravagant; el tresor al temps de la seva pujada al tron estava ple, però s'havia buidat el 1409 i tot i la seva generositat amb les tropes, aquestes el van abandonar en massa des de 1408.
Per causes que els historiadors no relaten amb detall, vers el 1408 Kodadad i Khalil es van enemistar i l'amir es va retirar (o va seguir) al Mogolistan on va fer diversos contactes. Es diu que el 1409, quedava poc a Khalil Sultan per regalar. Els seguidors de Khalil, decebuts amb el final de la seva amplitud, es van esvair cap on les seves perspectives eren més favorables. Els emirs fidels a Muhammad Sultan, que havien format una coalició dirigida per Kodadad Husayni i Shaikh Nur al-Din, va intentar ocupar Samarcanda i proclamar a un dels joves fills de Muhammad Sultan. El 1409 Ḵodadad va convidar a Xah Rukh a anar a Samarcanda.
El 1409 Xah Rukh va reunir el seu exèrcit a Badghis amenaçant Transoxiana i Khalil quan ho va saber, va reunir el seu a la rodalia de Kix. Allí va saber que l'amir Kodadad Husayni havia arribat a la rodalia de Khujand. Hi va enviar 300 homes sota els amirs Allahdad i Arghun Xah Burdalik; els dos grups es van vigilar uns dies a la regió de Yarak. Finalment els dos amirs van demanar reforços i Khalil Sultan va marxar cap allí amb quatre mil homes; va passar Samarcanda i va acampar a Eschiraz. Kodadad Husayni es va mostrar durant tot el dia als altres amirs i a la nit va fer una marxa ràpida i l'endemà al matí a l'hora de la primera pregaria, va atacar sobtadament a Khalil Sultan; les forces d'aquest, sorpreses, no van poder resistir l'atac (tot i que era d'un nombre petit de soldats). Khalil va fugir i es va refugiar a la fortalesa d'Eschiraz, que estava en ruïnes. Kodadad Husayni la va assetjar i va fer presoner fàcilment a Khalil (8 d'abril de 1409). Amb el segell de Khalil, Kodadad Husayni va expedir diverses ordres a les províncies i va aconseguir sotmetre tota Transoxiana o Mawara al-Nahr a la seva autoritat.

## Khalil presoner de Kodadad Husayni
A l'abril Xah Rukh va tenir coneixement de que Khalil Sultan havia estat fet presoner per l'amir Khudaidad o Kodadad i quan ho va saber es va posar en marxa cap a Transoxiana el 16 d'abril. Havia enviat un delegat, l'amir Kerkes dels sanjaris i Kodadad Husayni el va reenviar a Xah Rukh amb un servidor propi i un de Muhammad Jahangir, portant una carta en la qual es posava a les ordres de Xah Rukh. L'1 de maig va travessar el riu Jihun. L'amir Xaikh Nur al-Din que era a Bukharà es va dirigir al seguici imperial però fou atacat per forces de Kodadad Husayni i el seu grup dispersat. Nomes arribar Xah Rukh va enviar a Kodadad Husayni i als prínceps Amirak Ahmad i Sidi Ahmad (que s'havien presentat a la cort) a conquerir la província d'Hissar. Xadi Mulk, l'esposa de Khalil, fou portada a l' ordu per Abd al-Khoja. Aviat va rebre la notícia de que Kodadad Husayni, frustrat en les seves ambicions, havia carregat de cadenes a Khalil i havia fugit. Xah Rukh va seguir cap a Samarcanda, enviant per endavant a l'amir Ala al-Din Alikeh i els amins del diwan. Al arribar al Ribat Yam, prop de Samarcanda, ja la població de la capital l'estava esperant. Muhammad Jahangir en qualitat de Khan i amir, i la resta dels amirs, foren autoritzats a baixar la ma del sobirà ara emperador. El 22 de maig va entrar oficialment a Samarcanda. Xaikh Nur al-Din i Mubaixir Bahadur foren cridats a formar part dels grans amirs.
Mentre els custodis de Khalil Sultan s'havien dirigit a la fortalesa d'Alla Kuh on estava el fill de Kodadad Husayni, Abd al-Khalik. Xah Rukh va enviar a Xah Malik i altres amirs contra Alla Kuh amb ordre de capturar a tothom de la fortalesa. Xah Malik es va dirigir a la fortalesa i la van assetjar però Abd al-Khalik i Khalil Sultan van manifestar que no era necessària ja que ells mateixos anirien a la cort de Xah Rukh.
Xaikh Nur al-Din s'havia compromès amb l'emperador a anar a la cort en unes dates determinades que no va complir; es va enviar un emissari a preguntar que passava i va manifestar que havia decidit consagrar la resta de la seva vida al servei de Ulugh Beg. En realitat es va reunir poc després amb Khalil Sultan que venia d'Alla Kuh. Aquest va negociar amb Xah Rukh un tractat. Els negociadors del costat imperial van oferir garanties a Khalil i aquest va decidir anar a la cort; va trobar a Xah Rukh a Arun Ata i va tenir l'honor de baixar-li la ma; fou cobert de distincions.

## Príncep de Rayy
Khalil Sultan es va poder retirar a Herat per decisió del seu oncle Shah Rukh que el va rebre amb els braços oberts. Xah Rukh, que ja l'apreciava, el va anar coneixent millor i estimant mes cada dia; Khalil i corresponia amb senyals de docilitat i servei. Finalment va decidir retornar-li el patrimoni del seu pare Miran Xah, és a dir l'Iraq Ajamita i l'Azerbaidjan, i al hivern del 1409 el va enviar amb diversos generals cap a aquests territoris amb dos mil soldats. nominalment per governar els antics territoris de Mihran Shah (que havia mort el 1408) però efectivament només va poder ocupar Rayy (pràcticament despoblada) i al cap d'un temps d'estat allí va rebre un missatge de Rustem d'Esfahan que li demanava ajut contra el seu germà Iskandar. Khalil pretenia restaurar la pau entre els dos germans però les converses amb Iskandar (acampat prop d'Esfahan) van fracassar. Khalil va entrar a Esfahan. A la vora de la ciutat es produïen diàriament escaramusses. La població d'Esfahan ja no tenia provisions i Rustem va haver d'abandonar la ciutat i es va dirigir a la cort de Kara Yusuf. Perseguit per Iskandar fins a Qom, no el van poder atrapar. Khalil s'havia quedar a Esfahan i no pensava abandonar-la i Iskandar la volia ocupar. Finalment Khalil va abandonar la ciutat i va informar a Xah Rukh que la evacuava a causa de la fam i tornava a Rayy, però que feria el que li ordenés.

## Mort
Khalil Sultan era a Rayy i es va posar malalt i en un parell de dies va morir. (12 de novembre de 1411, dates alternatives 2 o 3 de novembre de 1411). Gairebé al mateix temps va morir a Mashad la seva mare, Khan Zade que fou enterrada allà mateix. Sobre Khalil alguns historiadors pensen que fou enverinat, però de moment no es pot saber si fou així i en tot cas si fou per ordre de Xah Rukh. Xadi Mulk es va suïcidar i els dos amants van ser enterrats junts a la mateixa tomba.
Es creu que fou un bon escriptor i que hauria escrit el relat de la campanya de l'Índia; en poesia fou poeta i patró de poetes.

## Família
Esposes
- Jahan Sultan Agha, filla d'Ali Mirza Arlat
- Shad [Xahi] Malik Agha;
- Nom desconegut

Fills i filles
- De la mare sense nom
  - Ali Mirza
- De Jahan Sultan
  - Muhammad Bahadur Mirza
  - Berkul Mirza
  - Khichak Agha
  - Shirin Beg Agha
- De Xahi Malik
  - Muhammad Bayqara Mirza
  - Sarai Malik Agha
  - Sultan Badi-al-Mulk Agha (casada amb Ulugh Beg